# Джурла (річка)
Джурла (крим. Curla; також Алака, крим. Alaka; Сотера, крим. Sotera; Біюк-Дере, крим. Büyük Dere) — гірська річка Криму.
Вона має одразу три назви Джурла, Алака і Сотера. Верхня частина — Джурла, середня — Алака, нижня — Сотера. Така різноманітнісь зв'язана з тим, що кримські татари не сприймали річки як єдине ціле і давали назви не річці, а місцевості в якій вона тече. Річка знаходиться на південь від Демерджі. Впадає в Чорне море поблизу Алушти.
У середній течії на лівому березі — заповідне урочище Кам'яні гриби.

## Водоспади на річці
На річці знаходиться каскад мальовничих водоспадів, серед яких виділяється водоспад Джурла і водоспад Гейзер .

## Цікаві факти
- Річка бере початок з джерела Суат-Чешме[1][2], вода якого утворила на відстані 20 м Холодне озеро[1][3].

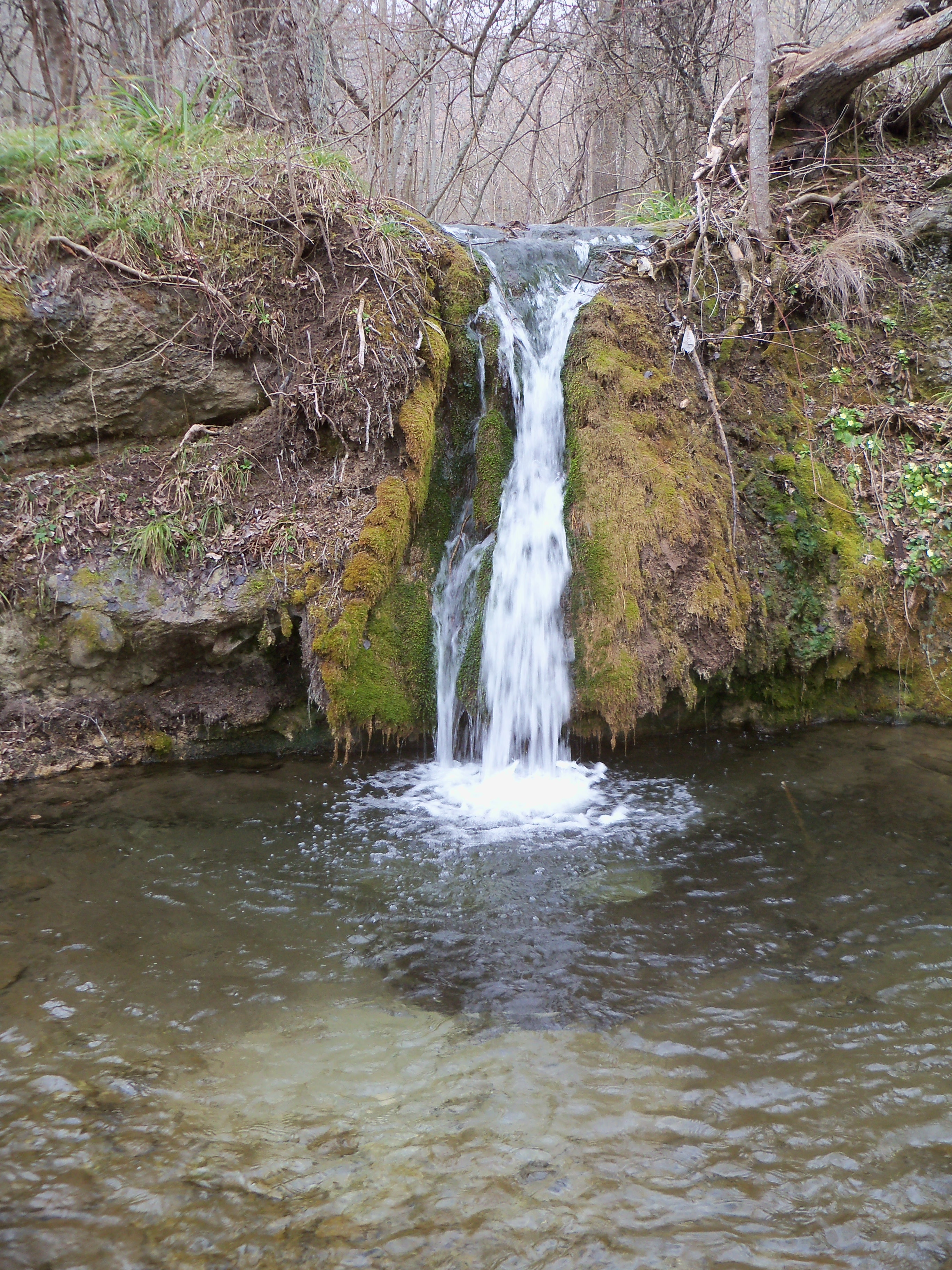
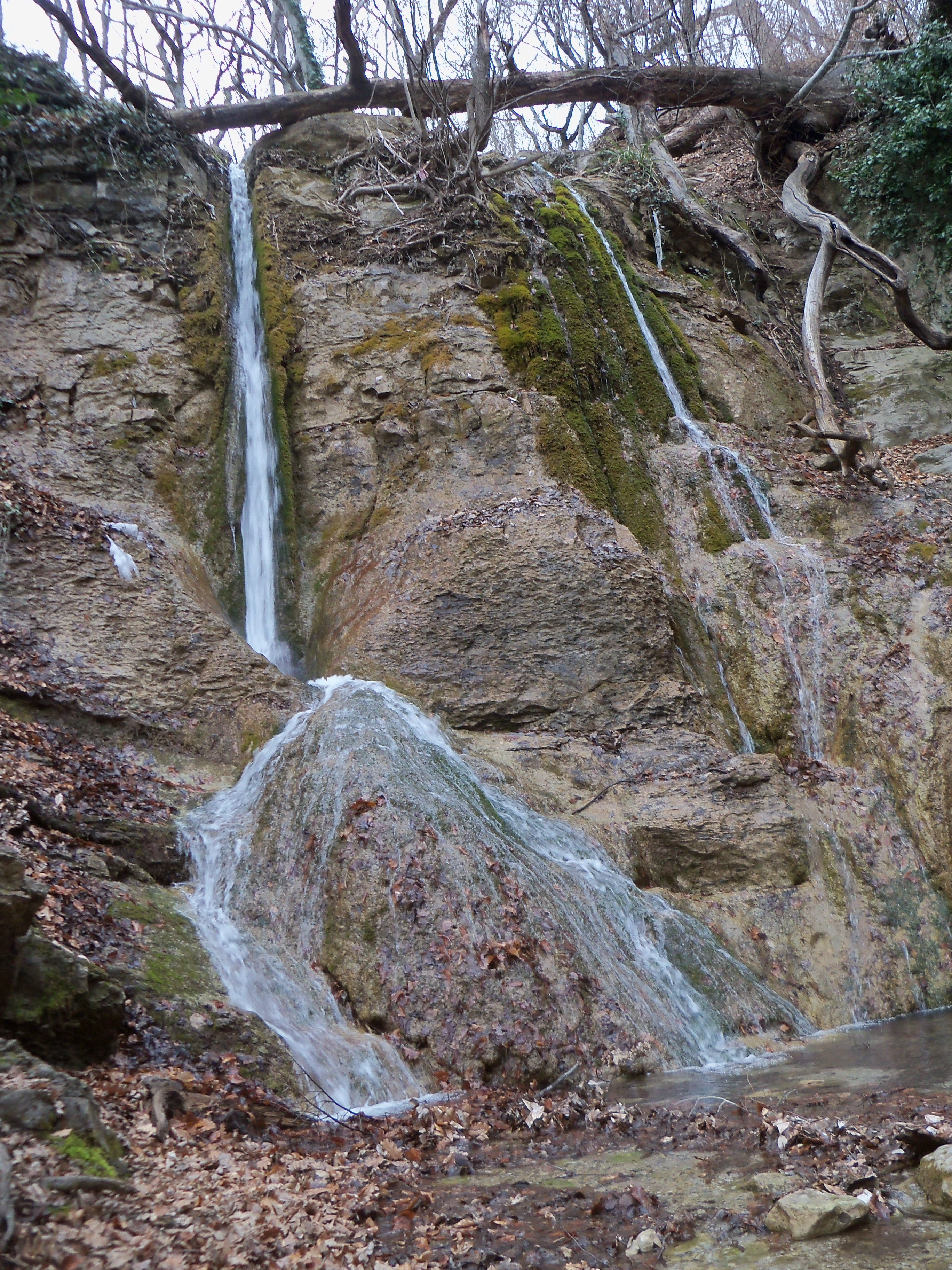
Гейзер
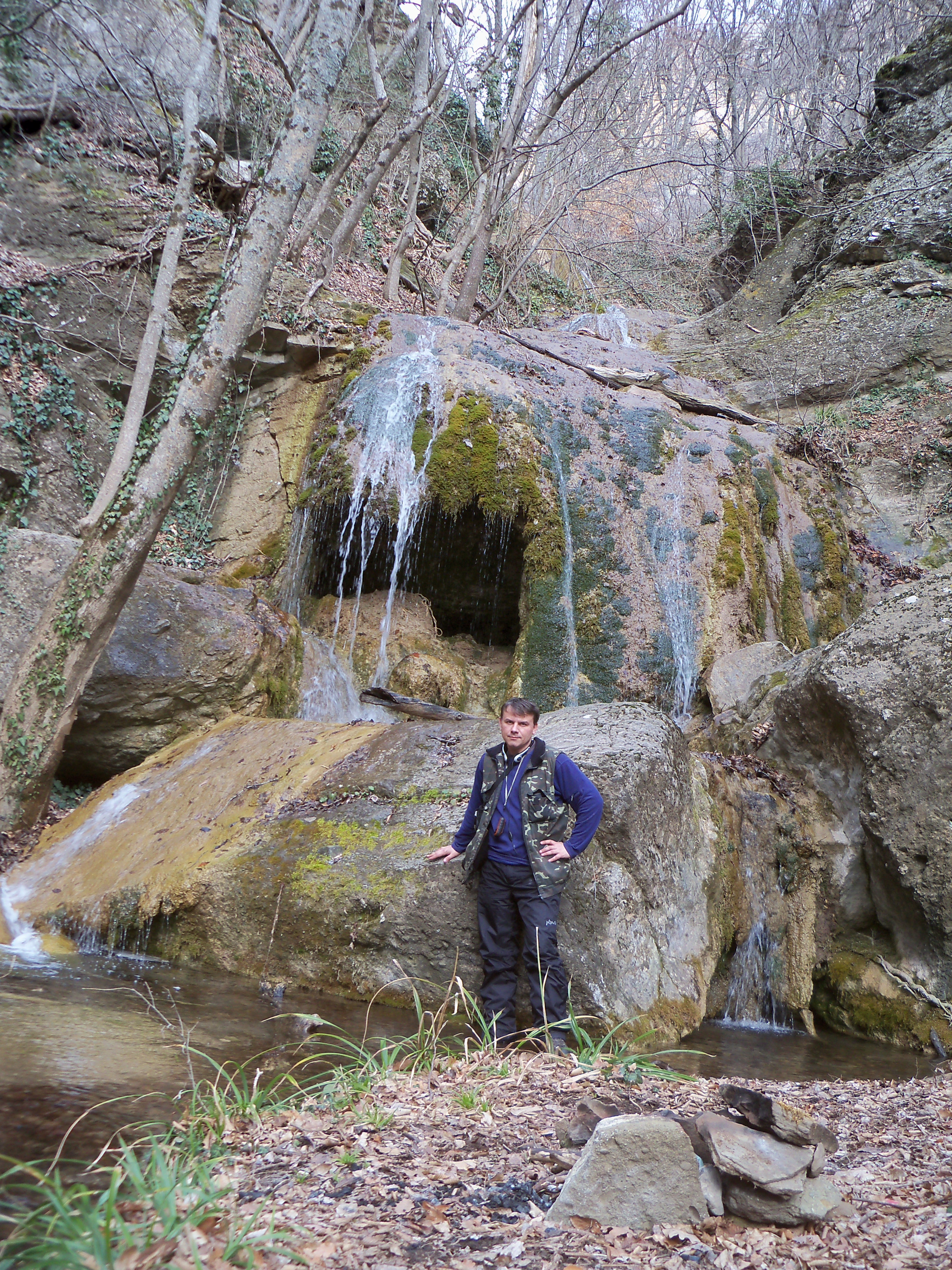
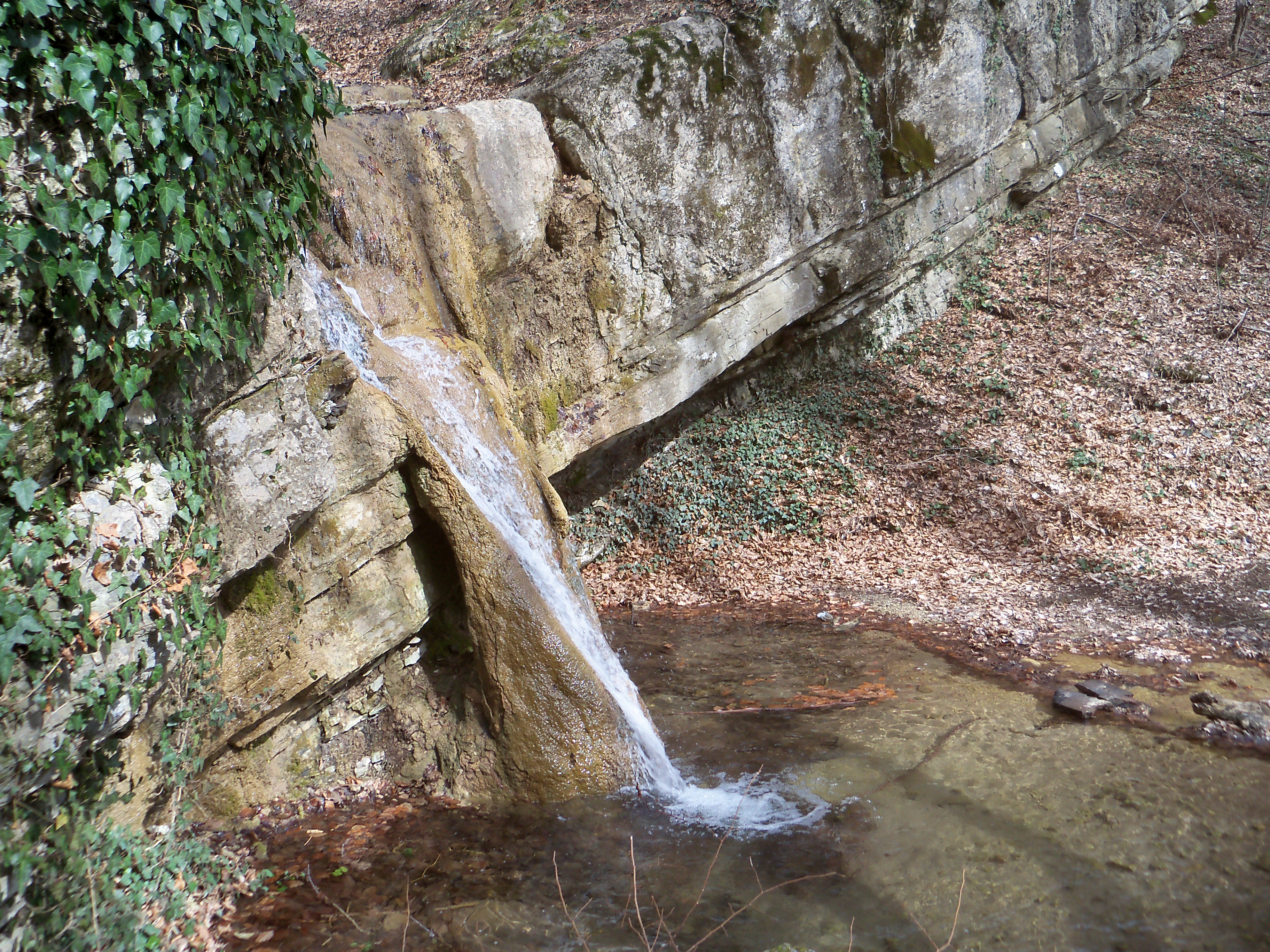
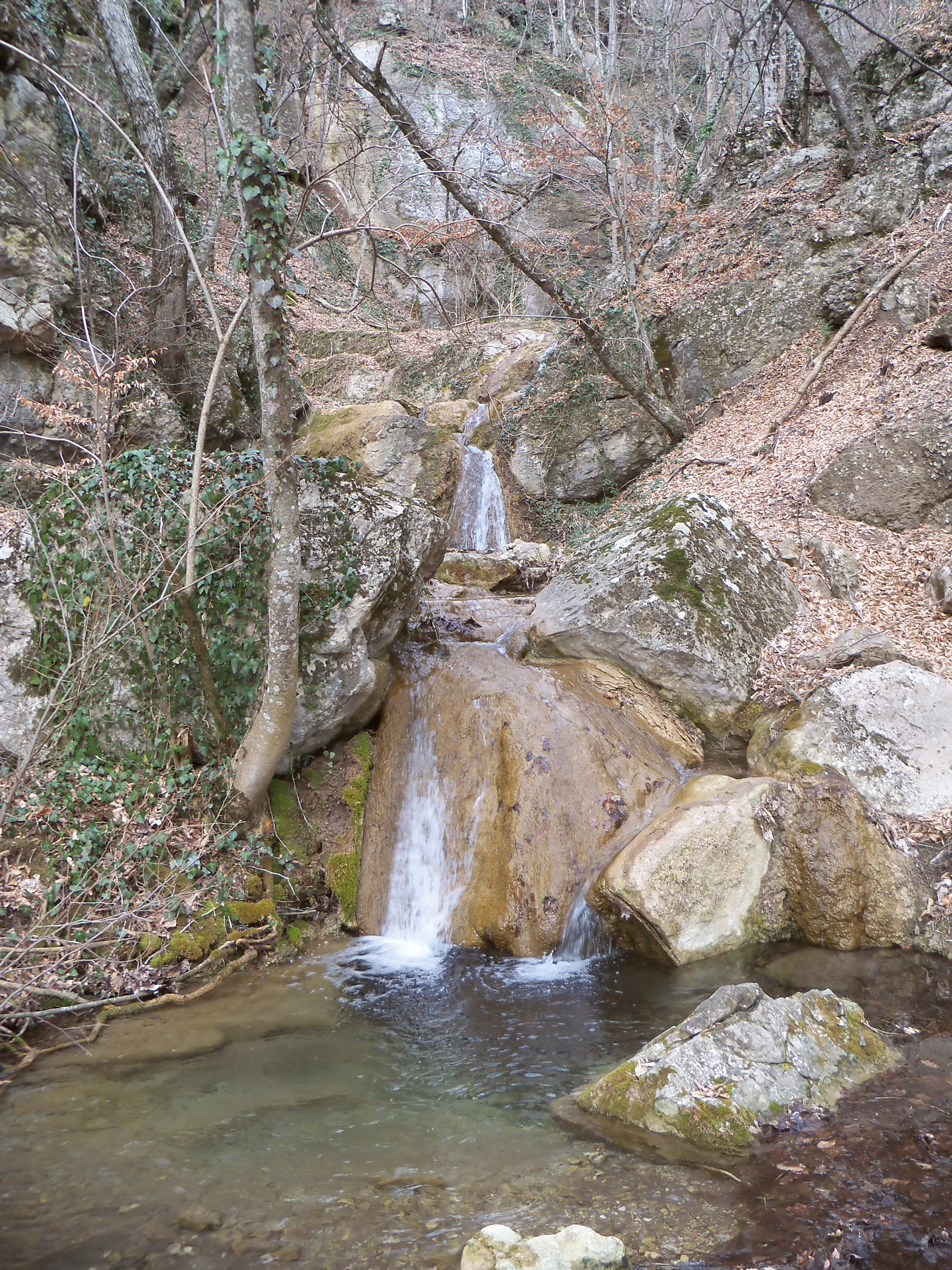
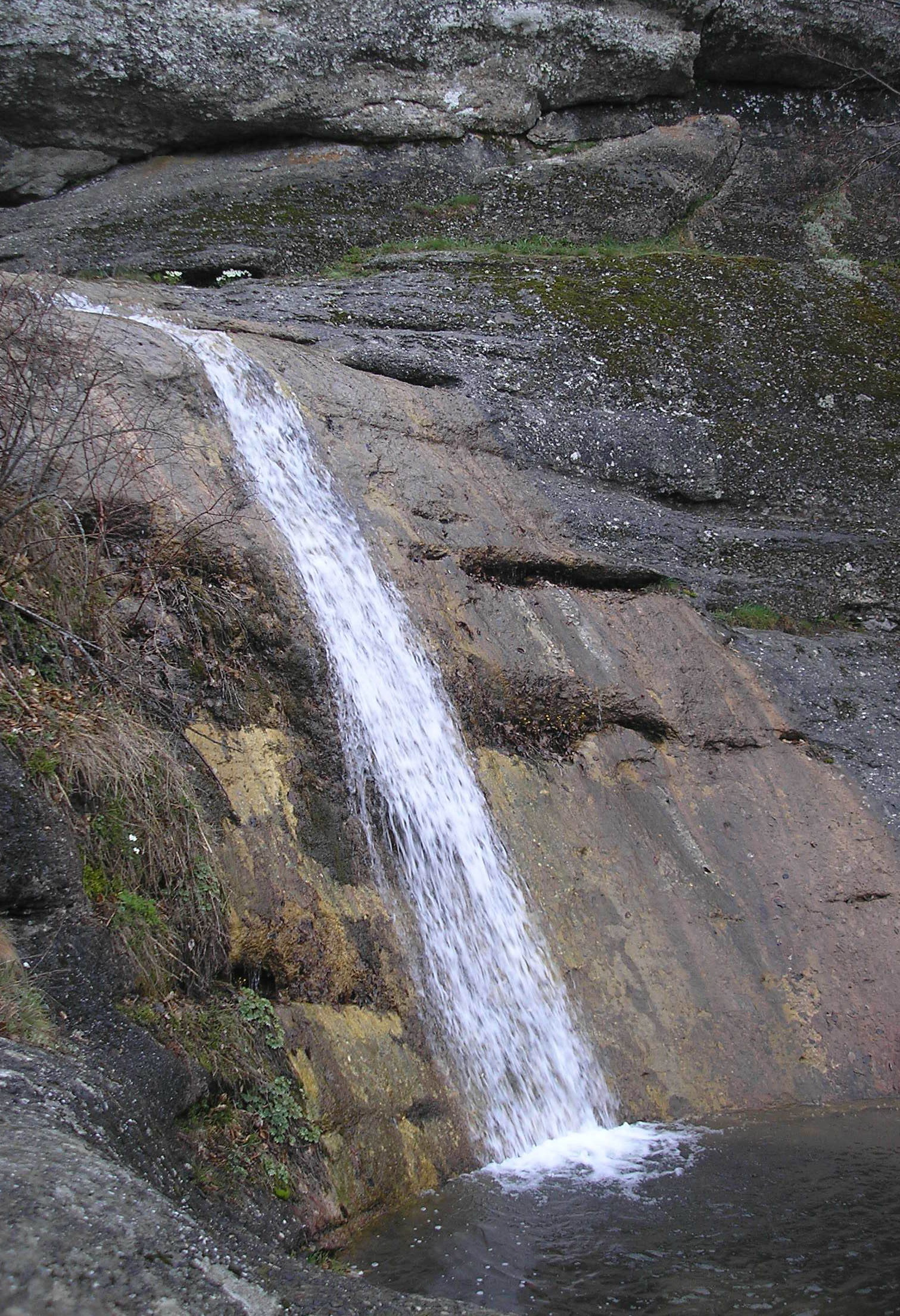
Джурла